# Kai Saaler
Kai Saaler (* 7. Dezember 1986 in Bad Säckingen) ist ein deutscher Mountainbiker, der sich auf Ultra-Marathons spezialisiert hat. Saaler ist sowohl Weltmeister als auch Europameister im 12h und 24h Stunden Mountainbiken als Solo-Fahrer. Er gewann zahlreiche 12-Stunden- und 24-Stunden-Rennen, darunter das MTB-Rennen in Finale Ligure (2018).

## Leben
Den Extremsport betreibt Saaler als Hobby und arbeitet in der Produktionsentwicklung bei Hella. Dennoch betreibt er sein Hobby professionell und baute zum Beispiel zusammen mit seinen Ausrüstern eines der leichtesten (6,1 kg) Mountainbikes weltweit auf.
Saaler gründete 2018 zusammen mit seinem Betreuerteam einen eigenen Gemeinnützigen Verein, um den Leistungssport auf internationalem Niveau betreiben zu können. Zu KS Endurance e. V. gehören zwei Physiotherapeutinnen, eine Sport- und Ernährungstherapeutin, sowie zwei Techniker, um alle Facetten des Rennteams abdecken zu können.
Im Jahr 2019 war Kai Saaler einer der meistveröffentlichten Mountainbike-Fahrer in Deutschland und schaffte es so, die Ultradistanz-Szene in der Öffentlichkeit zu platzieren. Bei seinem Rekordversuch 2019 waren Tausende Zuschauer zugegen. Im selben Jahr gewann er die inoffizielle deutsche 24h MTB Meisterschaft am Alfsee, errang den 12h MTB Vize-Europameistertitel und nur eine Woche später einen neuen Rundenrekord beim legendären 24h MTB Rennen in Schötz (Schweiz).  Ein Jahr zuvor gewann er das prestigeträchtige 24h-Rennen von Finale Ligure und war Inhaber seines 12h Weltmeistertitels aus dem Jahr 2017. Das Jahr 2017 stand für Saaler ganz im Zeichen der 12h Rennen. In diesem Jahr wurde er sowohl 12 Stunden Mountainbike Weltmeister in einem kompletten Regenrennen und wenige Wochen später 12h Europameister bei sonnig heißen 35 °C.
2019 veranstaltete er einen 24h MTB-Höhenmeter Weltrekord-Versuch, fuhr dabei innerhalb von 12 Stunden 9.774,19 Höhenmeter und innerhalb von 24 Stunden 17.391,71 Höhenmeter mit dem Mountainbike auf unbefestigten Wegen. Den aktuellen – jedoch von der Guinness World Records Ltd. nicht bestätigten – Höhenmeterrekord (18.304 m), aufgestellt im Jahr 2016 von Slim Gamh-Drid, konnte er nicht überbieten. Mit dem Rekordversuch in 2019 wurden Spenden für die Lörracher AMSEL-Stiftung gesammelt.
2022 musste er sich einer Herzoperation wegen einer COVID Erkrankung unterziehen. Er engagiert sich für Multiple-Sklerose-Erkrankte und möchte mit seinen extremen Ausdauerrennen auf diese Nervenkrankheit aufmerksam machen. 2024 veranstaltete er einen Guinnessrekordversuch namens „SEVEREST“ bei dem er ein siebenfaches sogenanntes Everesting mit dem Rennrad absolvierte. Das Motto des Projekt SEVEREST war: „7 Tage, 7 Berge, 7 Everestings“. Dabei fuhr Saaler an sieben aufeinander folgenden Tagen, an sieben verschiedenen Bergen des Schwarzwaldes mehr als die Höhenmeter des Mount Everest (8848 m). Er befuhr dabei den Blauen von Badenweiler aus, den Belchen von Schönau im Schwarzwald aus, den Schauinsland bei Freiburg, den Kandel von Waldkirch aus, die Zuflucht von Oppenau aus, die Hornisgrinde von Sasbachwalden aus und am letzten Tag die Rote Lache von Baden-Baden aus.